# Makalu
Makalu er verdens femte højeste bjerg med sine 8462 moh. Bjerget ligger i Himalaya, på grænsen mellem Nepal og Tibet.
Administrativt hører det i Nepal til Sankhuwasabha distrikt, Kosi sone i Østregionen. Bjerget ligger i Makalu Baruns nationalpark som dækker den vestligste del af distriktet.
Makalu blev først bestiget 15. maj 1955 af en fransk ekspedition ledet af Lionel Terray, Jean Couzy og Jean Franco. Klatreteamet havde året før prøvet at nå toppen, men blev nødt til at stoppe. Også et amerikansk team prøvede i 1954 at bestige bjerget, men måtte stoppe på grund af en snestorm.
Makalu er kendt som et af verdens vanskeligste bjerge at klatre i, på grund af dets stejle sider og knivskarpe kanter.